# 信太森葛葉稲荷神社
信太森葛葉稲荷神社（しのだのもりくずのはいなりじんじゃ）は、大阪府和泉市葛の葉町にある神社。正式名称（登記上の宗教法人名称）は信太森神社（しのだのもりじんじゃ）であり、葛葉稲荷神社（くずのはいなりじんじゃ）などは通称である。旧社格は村社。
日本七社（日本七稲荷）や関西三大稲荷の一つに数えられることがある。安倍晴明所縁の社。文学・歌舞伎などで知られる『葛の葉物語』の舞台となった場所で、清明の母・白狐が住んでいたと伝えられる。たくさんの末社があり、豊穣・商売繁盛の他、学徳成就・良縁祈願・安産祈願・子宝・夜泣き・交通安全に御利益がある。

## 由緒
元来聖神社の末社とされる「若御前ノ宮」を中村の庄屋森田氏が屋敷神に取り込んだ社だったが、1740年頃に稲荷神を勧請して「信太森葛葉稲荷神社」とした。この社は森田氏が個人で所有する社で、神道系の吉田家、白川家等のどこにも属さず、土御門家の門下になる事も無かった。「葛葉」という名称が付いたのには、元禄歌舞伎の影響があずかっているとされる。
「葛の葉子別れ」の話に言う白狐の古巣を擬しており、庄屋の森田氏が、「葛の葉子別れ」の話によって、自分の家の庭続きに創った文学遺跡ではなかったか、と片桐洋一は推測している。

## 祭神
- 主祭神 - 宇迦御魂神、大己貴命、大宮姫命・素盞男命、猿田彦命、若宮葛ノ葉姫

## 境内
- 本殿 - 1898年（明治31年）再建。その後、老朽化のため基礎・床・屋根など新しくし、2008年（平成20年）3月に改修された。本殿内には、白狐石や御霊石（みたまいし）の他に、和泉式部の歌碑や松尾芭蕉の歌碑などもある。
  - みたま石 - 本殿内に安置されている石。葛の葉が正体を知られ、安倍保名の元を去ってこの社にたどり着き、悲しみながらこの石になったとされる。
- 拝殿
- 楠大明神（千枝の楠） - 本殿左手にそびえる樹齢2,000年といわれている楠の大木。花山天皇が熊野行幸の際「千枝の楠（ちえのくす）」の称を賜っている。また、清少納言の草紙に「森は信太森」と記して以来、和歌の題となっている有名な楠である。根本から二つに分かれていることから『夫婦楠』と呼ばれており、夫婦円満・良縁成就などのご利益があるとされている。葛の葉はこの神木から現れたと伝えられている。
- 楠本大明神
- 狐の碑 - 御影石に「恋しくば尋ね来て見よ 和泉なる信太の森のうらみ葛の葉 」の一文とキツネに戻った葛の葉の姿が彫られている。なお、当神社を氏神とする「葛の葉町」の神社横の地車庫のシャッターにもこの句が書かれている。
- 春吉大神
- 春永大神
- 春高大神
- 白姫大神・末光大神・不動長大神・吉光大神
- 教信徒守護神諸霊
- 竹内大明神
- 白明大明神
- 豊葦大神
- 白永大神
- 梅鶴大神・福玉大神
- 荒熊大神・白長大神
- 弘法大師
- 不動明王
- 黒竜権現・白姫竜神
- 松平大神・千代一大神
- 白光大神・八大龍王・葛葉大明神
- 小玉大神
- 阿部大神・楠宮大神
- 千代丸大神・葛姫大神
- 石切剣箭大神
- 森吉大神
- 慈母観音
- 義隆大明神・静山大明神
- 重高大神
- 葛姫大神
- 楠玉大神
- 玉姫大神・猿佐光大神・宗高大神
- 楠木龍王二柱大神
- 春戸大明神
- 水波女神
- 厳島大神
- 姿見の井戸 - 保名に助けられた白狐が葛の葉に身を変えた際に、鏡に代えて姿を写して確認した井戸。葛の葉が無事にこちらの森に帰りついたことから、旅に発つ前にこの井戸に姿を写しておけば無事に帰って姿を写すことができるといわれている。
- 子安石 - 安倍晴明遥拝の石。子宝、安産を願う石。
- ふくろうの灯篭 - 千利休作の灯篭。
- 社務所
- 滝行場 - 本殿裏手に池と滝行場と呼ばれる石組みの行場がある。現在は滝が無く、小さい池がある状態。
- 高春大神
- 春高大明神
- 豊丸大明神
- 葛葉姫大神
- 白瀧大明神
- 白長大明神
- 末広大神
- 不動明王
- 京春大明神・瀧壷大明神
- 御初大明神
- 白菊大神
- 末永大明神
- 吉廣大神
- 格賀明神
- 千代一大神
- 千代丸大神
- 葛葉大神・青木大神・猿彦大神
- 葛姫大明神
- 豊中大神
- 貝徳大明神
- 吉松大神
- 菊松大神
- 玉一大明神
- 日吉大明神
- 国高大明神
- 光吉大明神
- 梅雨鶴大神・福玉大神
- 樋口大神
- 国高大神・末光大神
- 馮之木大明神

## 文化財

### 和泉市指定天然記念物
- 千枝の楠 - 楠大明神。樹齢2,000年。2003年（平成15年）に指定。

## 祭事
- 初詣　お神酒ふるまい
- 2月3日 節分祭ごま木奉納
- 3月上旬 厄除けおかぐら奉納
- 3月中旬 初午大祭
- 10月の体育の日の前々日（宵宮）・前日（本宮）・体育の日（後宮）秋祭（だんじり祭り）
- 12月初めの午の日 新穀感謝祭

## 土産物
くずもち、交通安全のお守り、ツゲ製のキツネのストラップ、葛の葉伝説の本など。

## 交通
- JR西日本阪和線北信太駅 南西へ約250m。
  - 駅西口から参道が伸び、鳥居が4基建っている。